# Porpocera horrida
Porpocera horrida är en tvåvingeart som beskrevs av Lindner 1958. Porpocera horrida ingår i släktet Porpocera och familjen vapenflugor.
Artens utbredningsområde är Zimbabwe. Inga underarter finns listade i Catalogue of Life.